# Jorge Salgado
Jorge Nuno Odone de Vicente da Silva Salgado (Rio de Janeiro, 19 de abril de 1947) é um empresário, administrador e dirigente esportivo brasileiro, ex-presidente do Club de Regatas Vasco da Gama.
No âmbito profissional, Jorge Salgado se destacou como fundador da Ativa Investimentos, uma das primeiras corretoras independentes do Brasil, criada na década de 1970. Com formação em engenharia, ele desempenhou um papel relevante no desenvolvimento do mercado de capitais brasileiro. Sua experiência como gestor no setor privado passa por importantes cargos executivos no cenário empresarial.
Antes de assumir a presidência do Vasco da Gama, Salgado acumulou experiência como dirigente esportivo, sendo grande benemérito e vice-presidente de finanças do clube entre 1986 e 1989, e ainda diretor de seleções da Confederação Brasileira de Futebol (CBF) na década de 1990. Além disso, também já havia se candidatado ao cargo em 1997, perdendo as eleições administrativas para Antônio Soares Calçada.
Jorge Salgado assumiu a presidência do Vasco da Gama após vencer o processo eleitoral de 2020, em um processo marcado por controvérsias judiciais. Após a suspensão da votação presencial realizada em 07 de novembro, vencido por Luiz Roberto Leven Siano, a chapa Mais Vasco de Salgado foi eleita no pleito híbrido remarcado para 14 de novembro, que não contou com a participação da chapa Somamos de Leven Siano.
Sua administração foi marcada pela busca de uma reestruturação na associação, com enfoque no saneamento financeiro e na profissionalização da gestão. Um dos fatos de maior destaque no período foi a implementação da Sociedade Anônima do Futebol e posterior venda para o grupo americano 777 Partners. No entanto, seu mandato ficou caracterizado como uma das piores gestões esportivas da história do clube, marcada pelo inédito não acesso da equipe no Campeonato Brasileiro da Série B de 2021.